# Прилепско-мариовски говор
Прилепско-мариовски говор е български диалект от централната група югозападни говори.
Говори се в рамките на Северна Македония – в областта Тиквеш, Прилеп и Мариово.
Македонската диалектология разглежда наречията като диалекти на т. нар. македонски език. Поради наличието на някои граматични сходства между прилепкото и битолското наречие македонската диалектология класифицира прилепското наречие към прилепско-битолския диалект, а тиквешките и мариовските наречия – към тиквешко-мариовския.

## Характерни особености
- Праславянските *tj и *dj застъпени като к’ и г’ – плèки (плещи), вèг’а (вежда)
- Застъпник на стб. ѫ – a: гàба (гъба), зàби (зъби).
- Застъпник на стб. ѧ – е: èзик (език), èдро (едро)
- Застъпник на стб. ъ – о: бòчва (бъчва), рèкол (рекъл)
- Групата ъл/лъ се замества с:
  - (тиквешки и мариовски подговори) с ъ – вък (вълк), йабъ̀ка (ябълка)
  - (прилепски подговор) с ол – волк (вълк), дòлга (дълга)
- Наличие на сричкотворно р: др̥̀во (дърво), четвр̥̀ток (четвъртък)
- Старобългарската сричка цѣ се предава като ца: цал (цял), цàдам (цедя).
- Членуване:
  - единично (-от) в тиквешкото и мариовското наречие: грàдот
  - тройно (-от, -ов, -он) в прилепското: грàдот, грàдоф, грàдон
- Употреба на окончание -м за 1 л. ед. ч. cer. време на глаголите от I и II спрежение: йàдам (ям), òдам (ходя).
- Употреба на окончание -т в прилепския подговор при глаголите в 3 л. ед. ч. сег. време: кòлит (коли), бèрит (бере)
- Частица ке за бъдеще време (сравни книжовното ще)
- Предлози у, уф (сравни книжовните в, във).
- Преобладаващо ударение на предпоследната сричка.